# Jules Courtehoux
Jules Courtehoux, né le 18 mars 1879 au Chesne-Populeux et mort le 4 juin 1957 à Tannay, dans le département des Ardennes, est un homme politique français.

## Biographie
Fils d'agriculteurs et agriculteur lui-même, Jules Courtehoux se passionne pour les questions agricoles, plus particulièrement pour la modernisation et l'enseignement de l'agriculture. Cet intérêt l'amène à prendre la présidence de la Société départementale d'agriculture des Ardennes, avant la Première Guerre mondiale.
En 1912, il devient maire de Tannay, mandat qu'il conserve jusqu'à son décès. Il s'emploie à la reconstruction après les dégâts causés par la guerre 1914-1918. Il devient conseiller d'arrondissement en 1920 et développe l'électrisation de l'arrondissement de Vouziers. Obtenant  la seconde place sur la liste du Cartel des gauches lors des élections législatives de 1924, il est élu député, et rejoint le groupe du Parti républicain-socialiste.
Réélu en 1928 au scrutin uninominal dans la circonscription de Vouziers, il siège cette fois au sein du groupe radical-socialiste. Il occupe ce siège sans interruption jusqu'en 1940.
Le 10 juillet 1940, il vote en faveur de la remise des pleins pouvoirs au Maréchal Pétain. Il retourne ensuite dans son village de Tannay, partiellement anéanti par les combats lors de l'invasion allemande de la Seconde Guerre mondiale. Il conserve sa mairie sous l'occupation mais également après la Libération, jusqu'à son décès en 1957.
Jules Courtehoux est l'arrière-grand-père du député LR Jean-Luc Warsmann.

## Sources
- « Jules Courtehoux », dans le Dictionnaire des parlementaires français (1889-1940), sous la direction de Jean Jolly, PUF, 1960 [détail de l’édition]
- P. G., « Biographie de Jules Courtehoux Carnets de tranchées », le quotidien français L'Union,‎ 7 août 2009 (lire en ligne).
- Rédaction de L'Union, « Jules Courtehoux, figure politique », le quotidien français L'Union,‎ 12 août 2012 (lire en ligne).
- Jacques Berthion, « Courtehoux, enfant du pays », le quotidien français L'Union,‎ 12 août 2012 (lire en ligne).
- Gérald Dardart, Jules Courtehoux, le député-paysan, Éditions les Amis de l'Histoire de Tannay, 2013, 367 p..